# 杨亚人
杨亚人（1926年—），江苏宜兴人，中华人民共和国工艺美术家。

## 生平
1949年自苏州美专毕业。1959年任人民大会堂厅室装潢、布置、设计组组长。长期在国务院机关事务管理局（简称国管局）工作。文革爆发后，红卫兵在“破四旧”中提出要将人民大会堂等处的艺术品当做“四旧”通通砸烂。1966年9月，周恩来在人民大会堂召见国管局的杨亚人，交代人民大会堂的“红色革命化”布置工作。随后由杨亚人负责该工作。同期杨亚人遵照周恩来及国管局领导指示，还负责“红化”布置北京饭店、中南海几个大门（不包括新华门）、紫光阁、西花厅和宋庆龄住地等，用时近两年，直到1969年初杨亚人被下放到宁夏的五七干校劳动。后他又下放青海省，在青海的高原患病导致左眼失明。1976年调回北京，被分配到文物出版社任美术编辑。
1978年，中共中央办公厅将杨亚人借调到人民大会堂管理局工作，负责将人民大会堂的布置全面复原。后来他历任中国美术家协会展览部主任、国务院机关事务管理局美术顾问、高级工艺美术师、国务院办公厅特约高级美术顾问。他在国管局离休。杨亚人1952年递交第一份入党申请书，经过长期努力，直到离休后的2011年才被批准加入中国共产党，并于2012年10月21日转为正式党员。
杨亚人装帧设计的作品有《宋庆龄画册》、《陈嘉庚》、《周恩来》画册等百余种。曾负责中南海和人民大会堂总体布置设计，国家礼品——中南海纪念盘的设计，中国美术家协会齐白石奖评选委员会齐白石奖证书设计等。